# Mordor
Mordor je zemlja iz knjige J. R. R. Tolkiena, Gospodar prstenova
Mordor se nalazi na istoku Međuzemlja i okružen je planinama. Jedini ulaz u Mordor su Crne dveri na sjeverozapadu, te nekadašnji Gondorski grad Minas Ithil nakon pada preimenovan u Minas Morgul kojeg je zauzeo Sauron. Mordor je pustoš u kojoj žive samo Sauronove sluge. Sauron je potpuno izopačio Mordor i ondje podigao svoje kraljevstvo. Kleta gora se nalazi u Mordoru, a u njoj je Sauron iskovao Prsten moći. Iako je Sauron uništen u ratu Posljednjeg saveza, on je ostao u kuli Barad-dur i iz nje nadgledao Međuzemlje. Kada je Sauron napokon uništen Mordor više nije bio prijetnja slobodnim narodima Međuzemlja.